# Diocesi di Lexington
La diocesi di Lexington (in latino: Dioecesis Lexingtonensis) è una sede della Chiesa cattolica negli Stati Uniti d'America suffraganea dell'arcidiocesi di Louisville. Nel 2021 contava 40.589 battezzati su 1.593.400 abitanti. È retta dal vescovo John Eric Stowe, O.F.M.Conv.

## Territorio
La diocesi comprende le seguenti contee nella parte orientale del Kentucky, negli Stati Uniti d'America: Anderson, Bath, Bell, Bourbon, Boyd, Boyle, Breathitt, Carter, Clark, Clay, Cumberland, Elliott, Estill, Fayette, Floyd, Franklin, Garrard, Greenup, Harlan, Jackson, Jessamine, Johnson, Knott, Knox, Laurel, Lawrence, Lee, Leslie, Letcher, Lincoln, Madison, Magoffin, Martin, McCreary, Menifee, Mercer, Montgomery, Morgan, Nicholas, Owsley, Perry, Pike, Powell, Pulaski, Rockcastle, Rowan, Scott, Wayne, Whitley, Wolfe e Woodford.
Sede vescovile è la città di Lexington, dove si trova la cattedrale di Cristo Re (Chist the King).
Il territorio si estende su 42.520 km² ed è suddiviso in 59 parrocchie.

## Storia
La diocesi è stata eretta il 14 gennaio 1988 con la bolla Kentukianae ecclesiae di papa Giovanni Paolo II, ricavandone il territorio dalla diocesi di Covington e dall'arcidiocesi di Louisville.
Il 16 febbraio 1989, con la lettera apostolica Unum qui laeti, lo stesso papa Giovanni Paolo II ha confermato la Beata Maria Vergine, venerata con il titolo di Regina Caeli, patrona della diocesi.

## Cronotassi dei vescovi
Si omettono i periodi di sede vacante non superiori ai 2 anni o non storicamente accertati.
- James Kendrick Williams (14 gennaio 1988 - 11 giugno 2002 dimesso)
- Ronald William Gainer (13 dicembre 2002 - 24 gennaio 2014 nominato vescovo di Harrisburg)
- John Eric Stowe, O.F.M.Conv., dal 12 marzo 2015

## Statistiche
La diocesi nel 2021 su una popolazione di 1.593.400 persone contava 40.589 battezzati, corrispondenti al 2,5% del totale.
| anno | popolazione | popolazione | popolazione | presbiteri | presbiteri | presbiteri | presbiteri                | diaconi | religiosi | religiosi | parrocchie |
| anno | battezzati  | totale      | %           | numero     | secolari   | regolari   | battezzati per presbitero | diaconi | uomini    | donne     | parrocchie |
| ---- | ----------- | ----------- | ----------- | ---------- | ---------- | ---------- | ------------------------- | ------- | --------- | --------- | ---------- |
| 1990 | 40.390      | 1.390.600   | 2,9         | 67         | 48         | 19         | 602                       | 13      | 21        | 215       | 44         |
| 1999 | 41.997      | 1.444.148   | 2,9         | 71         | 50         | 21         | 591                       | 30      | 3         | 176       | 60         |
| 2000 | 48.408      | 1.459.465   | 3,3         | 73         | 51         | 22         | 663                       | 34      | 25        | 159       | 61         |
| 2001 | 47.583      | 1.436.583   | 3,3         | 68         | 49         | 19         | 699                       | 33      | 23        | 151       | 65         |
| 2002 | 46.183      | 1.492.792   | 3,1         | 72         | 51         | 21         | 641                       | 33      | 25        | 143       | 64         |
| 2003 | 45.153      | 1.492.784   | 3,0         | 69         | 47         | 22         | 654                       | 34      | 26        | 140       | 64         |
| 2004 | 45.815      | 1.492.784   | 3,1         | 67         | 42         | 25         | 683                       | 33      | 30        | 138       | 64         |
| 2013 | 47.900      | 1.601.000   | 3,0         | 64         | 44         | 20         | 748                       | 71      | 23        | 66        | 63         |
| 2016 | 44.170      | 1.635.459   | 2,7         | 64         | 46         | 18         | 690                       | 67      | 20        | 51        | 60         |
| 2019 | 43.400      | 1.671.400   | 2,6         | 62         | 47         | 15         | 700                       | 79      | 15        | 42        | 59         |
| 2021 | 40.589      | 1.593.400   | 2,5         | 59         | 48         | 11         | 687                       | 73      | 11        | 39        | 59         |